# Sergio Omar Almirón
Sergio Omar Almirón (* 18. August 1958 in Rosario) ist ein ehemaliger argentinischer Fußballspieler. 1986 wurde er mit der argentinischen Fußballnationalmannschaft in Mexiko Fußball-Weltmeister. Er ist der Vater von Sergio Bernardo Almirón, der ebenfalls Fußballspieler wurde und derzeit bei Juventus Turin unter Vertrag steht, aber zuletzt an verschiedene Vereine verliehen wurde.

## Karriere

### Vereinskarriere
Sergio Omar Almirón spielte die ersten zwölf Jahre seiner fußballerischen Laufbahn bei seinem Heimatverein Newell’s Old Boys aus Rosario in Argentiniens Osten. Seine Aktivitäten bei dem Verein von 1977 bis 1989 wurden einzig unterbrochen durch ein einjähriges Gastspiel in Europa beim französischen Zweitligisten FC Tours, wo er 29 Spiele in der Division 2 machte und dabei acht Tore schoss. Insgesamt war seine Zeit in Frankreich jedoch nicht sehr erfolgreich und er kehrte nach nur einem Jahr wieder nach Rosario zurück. Hier spielte er noch zwei Jahre für die Newell’s Old Boys und wurde 1987/88 argentinischer Meister. In der Primera División wurde ein erster Platz mit sechs Punkten Vorsprung auf CA San Lorenzo de Almagro belegt. Durch den Meistertitel war man für die Copa Libertadores 1988 startberechtigt. Dort erreichte Almirón mit den Newell’s Old Boys das Endspiel, wo man auf den uruguayischen Vertreter Nacional Montevideo traf, gegen den man im Turnierverlauf bereits einmal verloren hatte, aufgrund eines Freiloses aber trotzdem eine Runde weiter kam. Doch auch im Endspiel unterlag man nach Hin- und Rückspiel Nacional Montevideo. Nachdem das erste Finalspiel im heimischen Estadio Gigante de Arroyito mit 1:0 gewonnen wurde, musste die Mannschaft von Trainer José Yudica im Rückspiel in Montevideo eine 0:3-Niederlage nach Verlängerung hinnehmen, wodurch Nacional Libertadores-Gewinner wurde.
Nach 283 Ligaspielen für die Newell’s Old Boys verließ Sergio Omar Almirón den Verein 1989. Danach hatte er bei den UANL Tigres in Mexiko. Dort bestritt er 73 Spiele und erzielte 23 Tore. Von 1992 bis 1993 stand er bei Estudiantes de La Plata unter Vertrag, wechselte aber nach nur einem Jahr in La Plata zu CA Central Córdoba, wo er zwei weitere Jahre Fußball spielte. 1994 absolvierte Almirón noch einmal drei Ligaspiele für Talleres de Córdoba, ehe er seine aktive Karriere im Alter von 36 Jahren beendete.

### Nationalmannschaft
Sergio Omar Almirón kam in den Jahren 1985 und 1986 zu sechs Einsätzen in der argentinischen Fußballnationalmannschaft. Dabei gelangen ihm vier Tore. Von Nationaltrainer Carlos Bilardo wurde Almirón ins Aufgebot der Argentinier für die Fußball-Weltmeisterschaft 1986 in Mexiko berufen. Bei dem Turnier wurde er jedoch nicht eingesetzt. Währenddessen erreichte die argentinische Mannschaft bei der Weltmeisterschaft das Endspiel, wo man im Aztekenstadion von Mexiko-Stadt auf Deutschland traf. Argentinien gewann durch Tore von José Luis Brown, Jorge Valdano und Jorge Burruchaga sowie Treffern von Karl-Heinz Rummenigge und Rudi Völler für Deutschland mit 3:2 und wurde zum zweiten Mal nach 1978 Weltmeister.